# Coniodes immacularia
Coniodes immacularia là một loài bướm đêm trong họ Geometridae.